# Dionne Bennett
Dionne Bennett je velšská zpěvačka, členka skupin Slowly Rolling Camera a The Earth. Rovněž působí jako lektorka na University of South Wales. V roce 2016 zpívala ve sboru při cardiffském koncertu hudebníka a skladatele Johna Calea. Rovněž vystupovala s americkým hudebníkem Dr. Johnem. Dále působila v projektu The Peth. Sólově debutovala v roce 2021 albem Sugar Hip Ya Ya, nahraným za doprovodu maďarských hudebníků. V roce 2023 vystupovala v dokumentárním filmu Black Music Wales.

## Diskografie

### Sólová
- Sugar Hip Ya Ya (2021)

### Ostatní
- The Golden Mile (The Peth, 2008)
- Keltic Voodoo Boogaloo (The Earth, 2014)
- Slowly Rolling Camera (Slowly Rolling Camera, 2014)
- All Things (Slowly Rolling Camera, 2016)
- One (Tim Garland, 2016)
- London (Slowly Rolling Camera, 2016)
- Play On (Little G Weevil, 2020)
- Croons and Classic Toons (Stylus, 2020)